# Fala niezgodności
Fala niezgodności (MMN, ang. mismatch negativity) –  egzogenny potencjał wywołany topografią czołowo-centralną.
Fala niezgodności pojawia się za każdym razem, kiedy pośród docierających bodźców wkrada się tak zwany dewiant. Fala niezgodności może pojawić się również w przypadkach kiedy bodźce różnią się częstotliwością występowania, natężeniem czy czasem trwania. Pojawia się ona po upływie 50 ms od wystąpienia dewianta, a jej największą amplitudę obserwuje się po upływie od 100 ms do 200 ms.
Amplituda i latencja MMN zależy od różnicy pomiędzy występującymi bodźcami a dewiantem. Im większa jest różnica między nimi, tym większa amplituda fali niezgodności.
Ciekawą właściwością tej specyficznej fali jest fakt, że pojawia się ona bez zaangażowania uwagi. Przypuszczalnie fala niezgodności pojawia się przy "porównaniu" docierających bodźców z zawartością pamięci sensorycznej.

Przeczytaj ostrzeżenie dotyczące informacji medycznych i pokrewnych zamieszczonych w Wikipedii.